# Александер Маннінгер
Александер (Алекс) Маннінгер (нім. Alexander Manninger, нар. 4 червня 1977, Зальцбург) — австрійський футболіст, воротар.

## Кар'єра

### Клубна

#### 1990-ті
Розпочав футбольну кар'єру на батьківщині виступами за австрійські команди. 
У сезоні 1997/98 австрієць був куплений лондонським «Арсеналом». Планувалося, що він стане дублером Девіда Сімена, але по ходу сезону 1997/98, у зв'язку з травмою Девіда, Маннінгеру довелося стати першим номером. У матчі кубка Англії проти «Вест Хема» Маннінгер приніс «канонірам» перемогу в серії післяматчевих пенальті. У чемпіонаті Алекс видав серію з шести поспіль «сухих» матчів. 14 березня 1998 року його сейви дозволили «Арсеналу» здобути перемогу над «Манчестер Юнайтед». У результаті цього «Арсенал» обійшов «манкуніанців» на одне очко і став чемпіоном Англії. У березні 1998 року Маннінгер став гравцем місяця чемпіонату Англії. Хоча Маннінгер не зіграв в тому сезоні в необхідній кількості матчів, для нього було зроблено виняток, і він отримав заслужену медаль. Однак, після одужання Сімена Маннінгер повернувся на лаву запасних. Він не зміг витіснити зі складу легенду клубу.

#### 2000-ті
У липні 2002 року, Маннінгер підписав контракт з «Еспаньйолом» на 4 роки. Однак, на превеликий подив, іспанська команда відпустила його через 7 тижнів, не давши навіть можливість зіграти в її складі.
У січні 2003 року, Маннінгер підписав контракт з «Торіно». Він залишався в Турині 6 місяців, після чого підписав контракт з «Болоньєю». У «Болоньї» він провів 2 роки, проте так і не зміг пробитись в основний склад команди. Маннінгер підписав короткотривалий контракт з «Брешією» в липні 2004 року, але дуже швидко був змушений покинути клуб, і повернутися знову до «Сієни», в серпні того ж року. Маннігер з'являвся 19 разів в чемпіонаті Італії з сезону 2004-05 років.
У липні 2005 року Маннінгер був повторно переданий з команди «Болонья», в «Ред Булл» (Зальцбург). Після його повернення в Австрію, Маннінгер зіграв за основну команду лише 16 разів,після чого покинув клуб 2006 року.
У 2008 році Маннінгер, після недовгих та безуспішних виступів за «Удінезе», підписав контракт з «Ювентусом», де став замісником Джанлуїджі Буффона. З моменту його переїзду в Турин, австрійський воротар повів понад 35 ігор у всіх змаганнях, зокрема, через травми, Буффона, однак, у зв'язку з підписанням влітку 2010 року Марко Сторарі, Маннінгер втратив статус другого воротаря команди і не зіграв після того в жодному матчі чемпіонату.
З 2012 по 2016 захищав кольори німецького клубу «Аугсбург», а влітку 2016 на правах вільного агента перейшов до англійського «Ліверпуля». З мерсісайдцями голкіпер уклав однорічний контракт, але жодного матчу в основному складі не провів.

### Міжнародна кар'єра
18 серпня 1999 року Маннінгер дебютував за збірну Австрії в товариському матчі проти збірної Швеції, що завершився з рахунком 0-0.
У складі збірної був учасником домашнього Євро-2008, проте на поле так жодного разу і не вийшов, уступивши місце Юргену Махо. 
Завершив свою кар'єру у збірній 5 серпня 2009 року. Останнім матчем у формі збірної для Маннігера стала гра 11 лютого 2009 року проти збірної Швеції, грою проти якої він десять років до того розпочав кар'єру у збірній.
Всього у збірній Австрії Маннінгер провів 33 матчі, в яких пропустив 43 голи.

## Досягнення
- Чемпіон Англії (1):

«Арсенал»: 1997—98
- Володар Кубка Англії (1):

«Арсенал»: 1997—98
- Володар Суперкубка Англії (2):

«Арсенал»: 1998, 1999
- Чемпіон Італії (1):

«Ювентус»: 2011—12